# Дусе, Поль
Поль Дусе (фр. Paul Doucet; род. 1970, Монреаль, Квебек, Канада) — канадский актёр.

## Биография
Поль Дусе родился в Монреале, Квебек. Он окончил Университет Квебека в Монреале. Он начал актёрскую карьеру в 1994 году.
У Дусе есть дочь — актриса Камилль Фелтон.

## Избранная фильмография
| Год  |   | Русское название   | Оригинальное название                 | Роль                     |
| ---- | - | ------------------ | ------------------------------------- | ------------------------ |
| 2001 | с | Тайны разума       | Fortier                               | Пьер Дюшарме / лейтенант |
| 2003 | с | Разрушенный город  | Shattered City: The Halifax Explosion | капитан Ле Медек         |
| 2004 | ф | Одержимость        | Wicker Park                           | водитель                 |
| 2009 | ф | Троцкий            | The Trotsky                           | полицейский              |
| 2009 | ф | Секрет Ноэми       | Noémie: Le Secret                     | Франсуа                  |
| 2010 | с | Травма             | Trauma                                | Жиль Лапорте             |
| 2011 | ф | Дрожь холмов       | Frisson des collines                  | ветеринар                |
| 2011 | ф | Страх воды         | La peur de l’eau                      | Бернар Дюваль            |
| 2011 | ф | Посылка            | Le Colis                              | Эрик Сен-Луи             |
| 2018 | ф | Как отмыть миллион | La chute de l’empire américain        | доктор Пьер-Ив Маранда   |